# Bargengau
Il Bargengau fu un comitato del ducato di Svevia centrato sul centro abitato di Bargen ed esistito tra il X e XI secolo. Il comitato fu governato dai Corradinidi e nelle fonti compare per la prima volta nel 965 in occasione di una donazione del re Rodolfo II di Borgogna al monastero di Moutier-Grandval. Il comitato occupava l'area tra la Giura e lo Stockhorn e aveva l'Aar come confine orientale, comprendendo al suo interno l'Ufgau e Friburgo.